# 自由广场 (乌迪内)

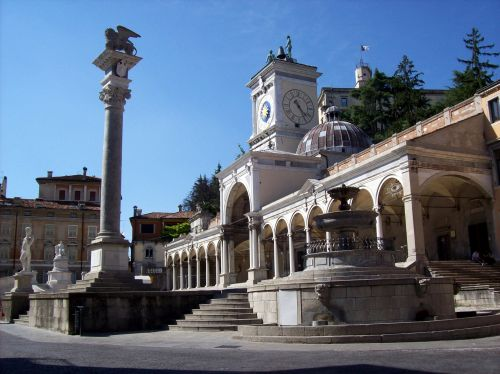
自由广场

自由广场（Piazza Libertà）位于意大利乌迪内城堡山下，是该城最古老的广场，被称为大陆上最美丽的威尼斯风格的广场。

## 历史
几个世纪以来，该广场曾数次更名，在中世纪称为“葡萄酒广场”（piazza del Vino），因葡萄酒在这里交易。1350年，市议会设于此，于是更名为“市镇广场”（piazza del Comune）。1500年威尼斯人来到后又更名为Contarena广场。1866年意大利统一后以维托里奥·埃马努埃莱二世命名。在广场的中心有他的骑马雕像，直到1947年转移到Ricasoli花园。第二次世界大战以后，广场才使用今天的名称。

## 纪念碑
- 卡拉拉喷泉（la fontana del Carrara），文艺复兴风格
- 1539年的圣马可之狮柱
- 1614年的正义柱
- 17世纪雕塑海格力斯和凯克斯
- 和平纪念碑（monumento della Pace），在长期处于遗弃状态后，于1819年被放置在这里。

面对广场的建筑物包括：
- 里奥奈洛凉廊（Loggia del Lionello），威尼斯的哥特式风格，建于1448年至1457年。1876年曾被大火烧毁，随后按原图纸修复。
- 圣若望堂凉廊（Loggia e Tempietto di San Giovanni），在里奥奈洛凉廊和圣若望堂前，建于1533年。

- 钟楼（Torre dell'orologio），建于1527年。在其顶部有两个敲钟的摩尔人，雕刻于1850年。

- 伯拉尼拱门（Arco Bollani），顶部是“圣马可之狮”（leone di San Marco），经此可通往山上的城堡。

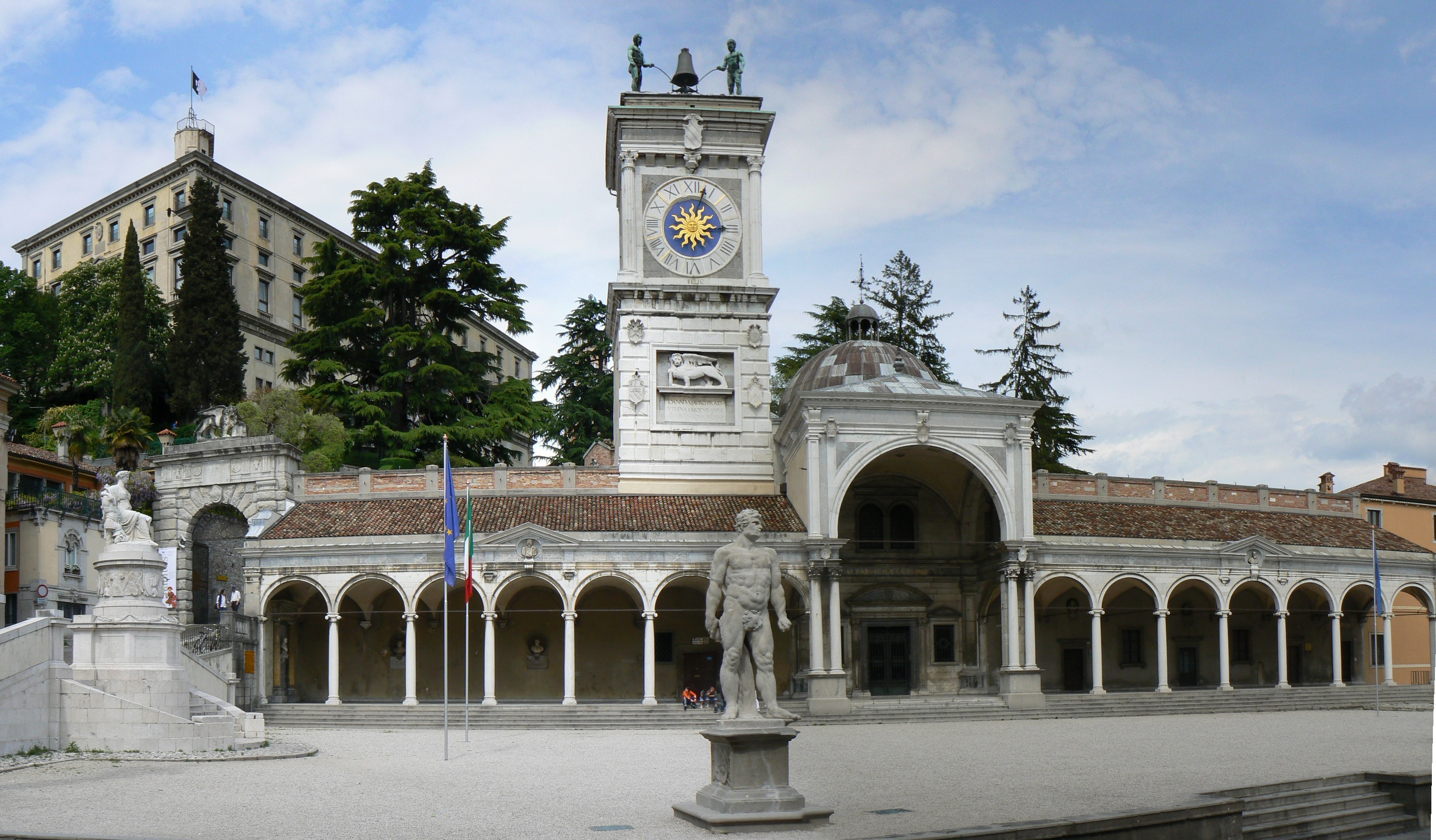
圣若望堂凉廊
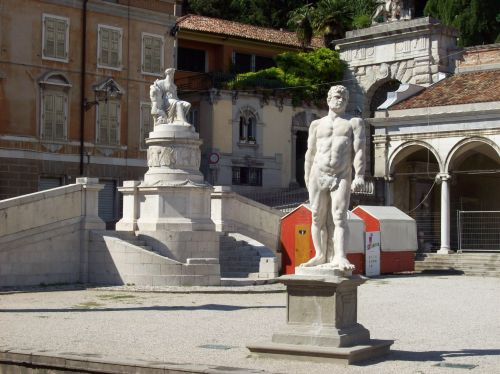
海格力斯雕塑与和平纪念碑
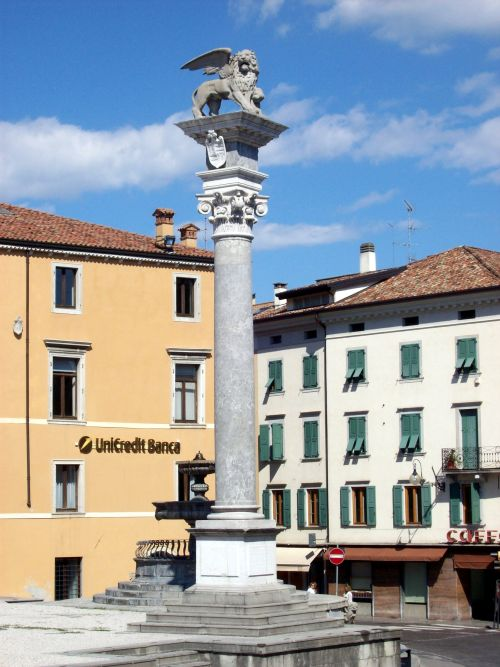
圣马可之狮柱
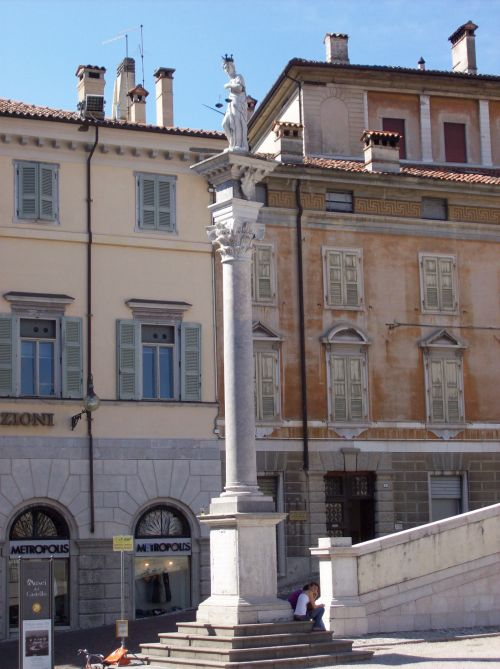
正义柱
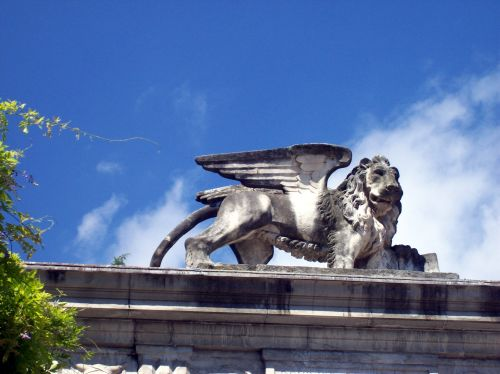
伯拉尼拱门上的圣马可之狮
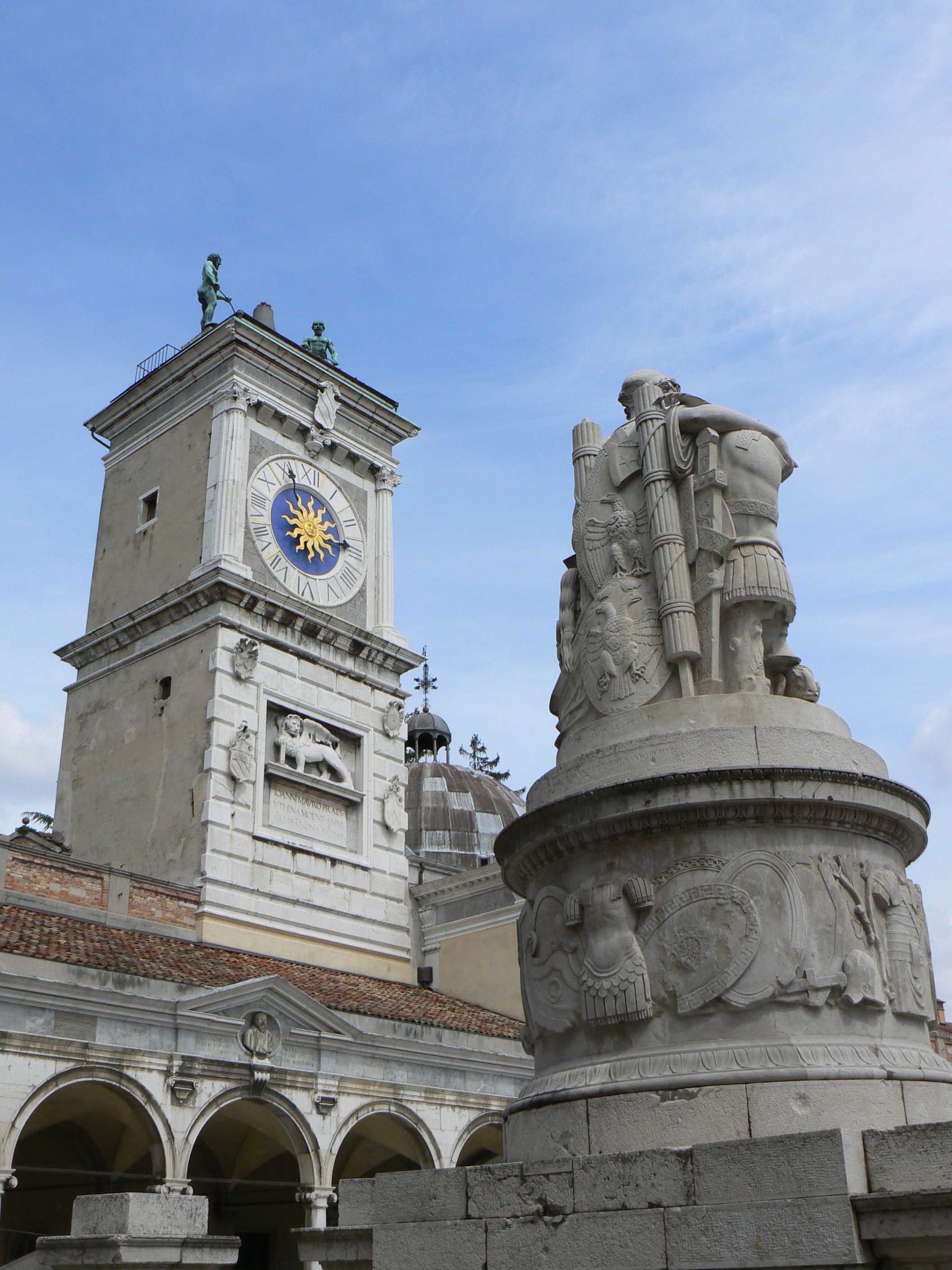
钟楼
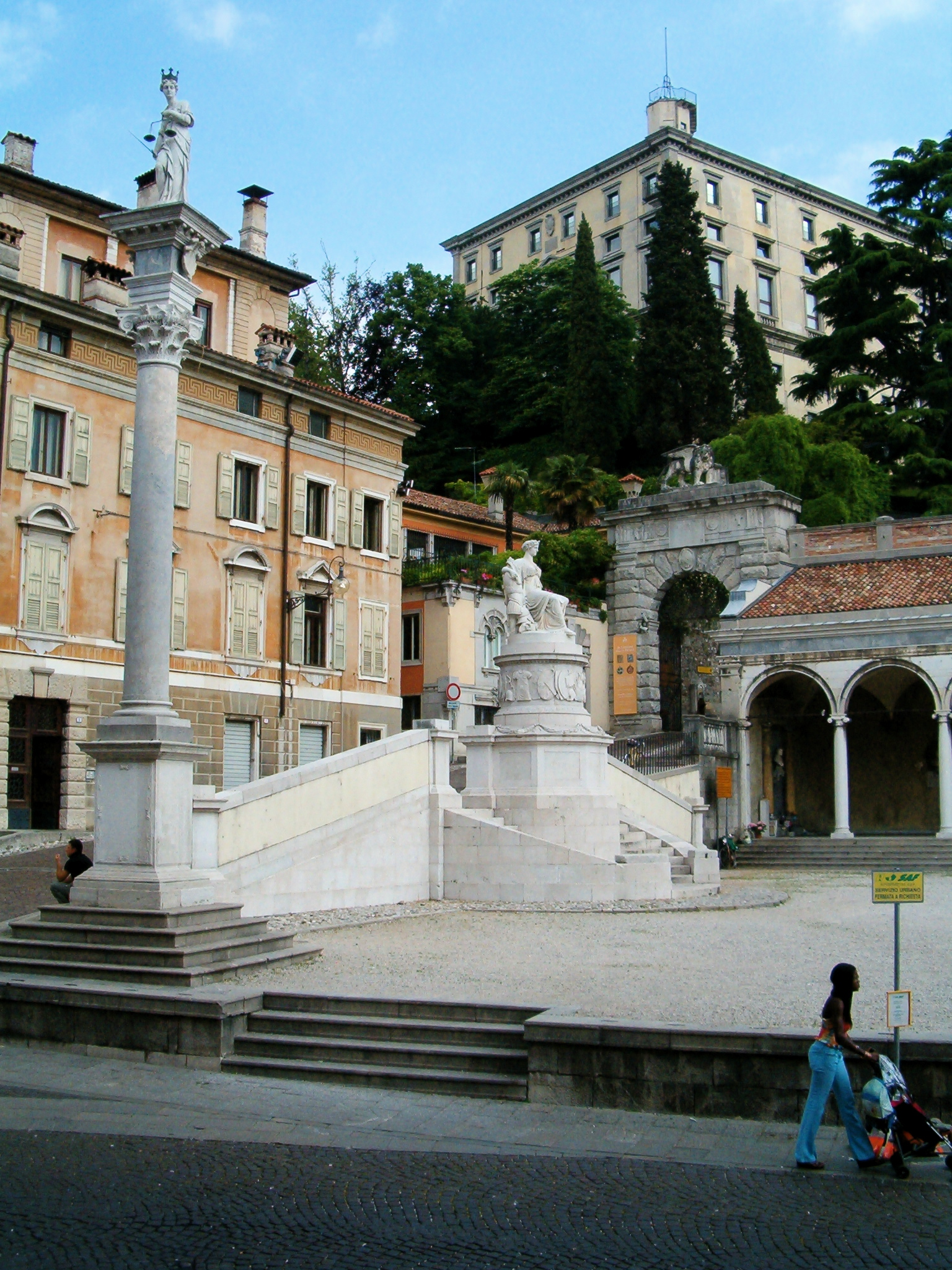
自由广场，背景为城堡